# Monsun (häst)
Monsun, född 4 mars 1990, död 9 september 2012, var ett tyskfött engelskt fullblod, mest känd för att ha segrat i flera grupp 1-löp, samt blivit utsedd till Ledande avelshingst i Tyskland fyra gånger (2000, 2002, 2004, 2006).

## Bakgrund
Monsun var en brun hingst efter Königsstuhl och under Mosella (efter Surumu). Han föddes upp av Gestüt Isarland och ägdes av Baron Georg von Ullmann. Han tränades av Heinz Jentzsch.

## Karriär
Monsun sprang in totalt 2 088 594 D-mark på 23 starter, varav 12 segrar, 5 andraplatser och 1 tredjeplatser. Han tog karriärens största segrar i Frühjahrs Dreijährigen-Preis (1993), Grosser Hertie-Preis (1993), Aral-Pokal (1993), Preis von Europa (1993, 1994), Gerling-Preis (1994, 1995) och Hansa-Preis (1995). Han kom även på andra plats i Deutsches Derby (1993).

### Som avelshingst
Monsun avslutade sin tävlingskarriär 1996, och stallades upp som avelshingst på Gestüt Schlenderhan nära Köln. Han blev mycket framgångsrik som avelshingst, och blev far till flera championhingstar och ston. År 2007 var hans avelsavgift 120 000 euro, och 2010 blev han en av Europas fyra dyraste hingstar.
Senare i livet blev Monsun blind. Han dog efter en akut neurologisk sjukdom vid 22 års ålder den 9 september 2012.